# Tadeusz Jasionowski

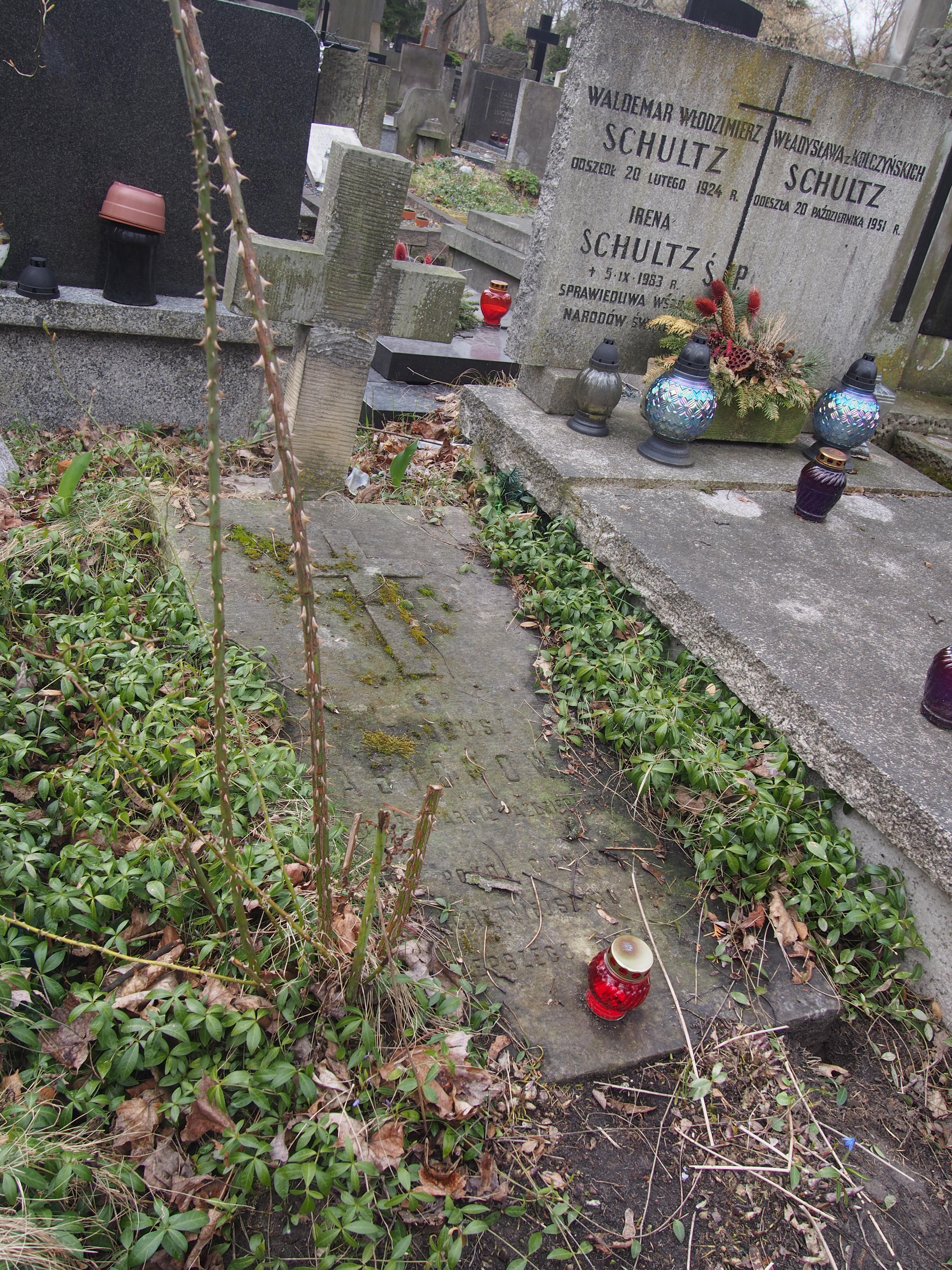
Grób Tadeusza Jasionowskiego przed renowacją

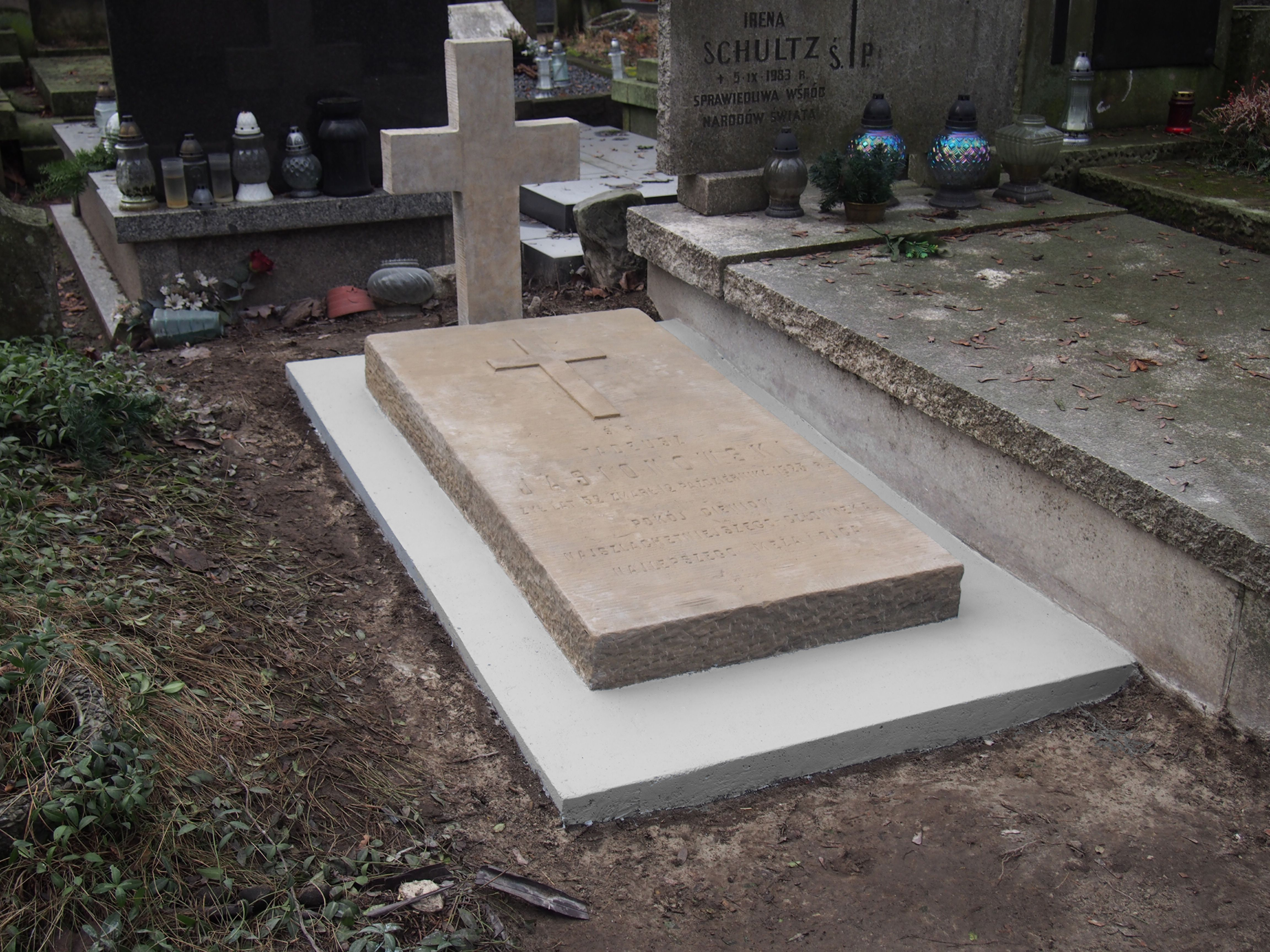
Grób Tadeusza Jasionowskiego po renowacji (2023)

Tadeusz Jasionowski (ur. 15 listopada 1871 w Rykaczewie, zm. 12 października 1923 w Warszawie) – polski inżynier mechanik, minister robót publicznych w 1919.

## Życiorys
Był synem Tomasza, dzierżawcy części Rykaczewa, oraz Marianny z Soleckich. W latach 1886–1890 uczył się w Szkole Realnej w Kałudze. W 1895 r. ukończył Petersburski Instytutu Technologiczny. Po studiach pracował w zakładach w Rosji - początkowo przy budowie kolei i dróg wodnych w Azji Środkowej, następnie w środkowej Syberii jako przedsiębiorca robót wodociągowych i budowlanych. Z chwilą wybuchu wojny rosyjsko-japońskiej w 1904 r. z polecenia ówczesnego ministra komunikacji ks. Michaiła Chiłkowa, w związku z koniecznością podniesienia sprawności przewozowej magistrali syberyjskiej, wyznaczony został do kierowania wydziałem nowych robót na Kolei Zabajkalskiej. W latach 1905–1907 prowadził jako przedsiębiorca roboty budowlane w Kraju Ussuryjskim oraz forteczne we Władywostoku. Następnie opuścił Rosję i podjął pracę w przedsiębiorstwach przemysłowych i budowlanych w Stanach Zjednoczonych, Kanadzie, Australii, Nowej Zelandii, a także przy budowie Kanału Panamskiego. W 1911 r. powrócił do Rosji, gdzie ponownie w Kraju Ussuryjskim budował cegielnie oraz napowietrzne i wąskotorowe koleje. Szybko jednak przeniósł się do Królestwa Polskiego, gdzie znalazł zatrudnienie jako dyrektor zarządzający w zakładach Towarzystwa Akcyjnego Fabryk Machin i Odlewów K. Rudzki i S-ka w Warszawie, w której zbudowano m.in. oddanydo użytku w 1914 r. stalowy most na Wiśle, nazwany Mostem Trzecim, obecnie Poniatowskiego.
W 1915 r., tuż przed wkroczeniem przez Niemców do Warszawy, został ewakuowany przez władze carskie w głąb Rosji, gdzie był dyrektorem Wysokogórskiej Fabryki Pocisków w Niżnym Tagile na Uralu.

### II Rzeczpospolita
Jasionowski powrócił do niepodległego kraju i został członkiem komitetu doradczego przy byłym Urzędzie Zaopatrywania Techniczno-Wojskowego, zamienionego następnie w Główny Urząd Zaopatrywania Armii. 31 lipca 1919 został mianowany ministrem robót publicznych w rządzie Ignacego Jana Paderewskiego. Jako minister opowiadał się za aktywizacją odbudowy kraju ze zniszczeń wojennych oraz dużego udziału państwa w tych działaniach. Według jego koncepcji odbudowę mieli prowadzić sami poszkodowani przy udziale i kontroli państwa, co miało się sprowadzać do finansowania części inwestycji oraz pomocy technicznej w postaci udostępniania projektów budynków, doradztwa, a także organizacji spółek i stowarzyszeń budowlanych. Minister wystąpił z inicjatywą powołania Państwowej Rady Technicznej przy ministrze robót publicznych. Organ ten, z założenia tworzony przez fachowców, miał stanowić ciało doradcze ministerstwa w zakresie polityki gospodarczej. Ponadto wydawane było pismo „Roboty Publiczne”, które do końca 1919 r. ukazało się dziewięć razy w formie zeszytów, najczęściej łączonych po dwa,trzy w jednym wydawnictwie, w których obszernie informowano o pracach resortu oraz ministra. Na jego łamach szczegółowo informowano m.in. o strukturze resortu, który w 1919 r. składał się z sześciu Sekcji: 1- Ogólnej, 11 - Budownictwa Wodnego, 111 - Dróg Wodnych, IV - Dróg Kołowych, V - Budownictwa, VI - Odbudowy. Minister Jasionowski przygotował także, o czym poinformowano w „Robotach Publicznych”, akty wykonawcze, zgodnie z którymi utworzono Okręgowe Dyrekcje Robót Publicznych w byłym zaborze rosyjskim. Powołano je w Warszawie, Łodzi, Kielcach, Lublinie i Białymstoku.
Urząd ministra przestał pełni wraz z dymisją rządu - 9 grudnia 1919 r, lecz do 13.12 kierował ministerstwem.
12 października 1923 zmarł w Warszawie śmiercią samobójczą. Pochowany na cmentarzu Powązkowskim w Warszawie (kwatera 239, rząd 1, grób 27).
W 2022 roku z inicjatywy premiera Mateusza Morawieckiego, Fundacja ,,Stare Powązki" w ramach projektu odrestaurowywania grobów ministrów II RP, odnowiła miejsce pochówku ministra robót publicznych.